# Sint-Annapolder (Watervliet)
De Sint-Annapolder is een polder gelegen ten noorden van de dorpskern van Watervliet. De polder heeft een grootte van 134 hectare en werd in het jaar 1505 aangelegd in opdracht van Hiëronymus Lauweryn. Het noordelijk deel van het dorp Watervliet ligt in deze polder, net als het zuidelijke deel van het gehucht Mollekot.